# Lucas di Yorio
Lucas Gabriel di Yorio (Mar del Plata, Buenos Aires, Argentina, 22 de noviembre de 1996) es un futbolista profesional argentino que juega como delantero en Universidad de Chile de la Primera División de Chile.

## Trayectoria
Se inició en Talleres, desde los 4 hasta los 14 años. De allí pasó a Kimberley y adoptó grandes rasgos futbolísticos del reconocido futbolista marplantense "Máquina" González. Tiempo después recaló en Aldosivi.
Su debut en Aldosivi fue el 10 de abril de 2016 frente a Racing. La temporada 2016 tuvo un total de 2 partidos jugados.
Desde la temporada 2019 militó en Liga de Portoviejo de Ecuador, Dónde consiguió el ascenso a la Serie A.
En el año 2020 vuelve a Aldosivi, donde jugó poco. En 2021 se incorpora a la plantilla del Cerro Largo Fútbol Club, club que militaba en ese entonces en la Primera División del Fútbol Uruguayo.
En 2022 se incorpora a Everton  para jugar la Primera División, la Copa Chile y la Libertadores, llegando hasta la tercera fase de la máxima competición continental, clasificando así a la fase de grupos de la Sudamericana.
Tras su buena campaña en el conjunto ruletero, en junio de 2022 se anuncia su préstamo al Club León de la Primera División mexicana.

### Athletico Paranaense
El jugador seguía perteneciendo al Pachuca, y el 2 de febrero del 2024 llega al Club Athletico Paranaense, vendido por 2.300.000 millones de euros y firmaría por tres años. El debut de Lucas fue ante Operário-PR, por el Campeonato Paranaense en un empate a 0 donde el argentino disputaría 80 minutos. El primer gol lo marcaria versus São Jossense al minuto 75' y al minuto 90+3'. Solo disputaria tres partidos del Grupo 1 y también uno de los cuartos de final solo el de ida, no jugaria ningún otro partido del campeonato, al final Athletico PR terminaría siendo el campeón sumando el segundo título en la carrera de Di Yorio. El primer partido en la Liga de Brasil sería en la derrota 1-0 versus Fortaleza en la jornada 7, y el primer gol en esta competición sería ante Atlético Goianiense en la victoria 1-2 de visita, con Lucas poniendo el segundo y definitivo gol del juego. también marco goles en Copa Sudamericana a equipos como: Rayo Zuliano, Danubio y Belgrano. El 2025 empezaria con goles, pero con el descenso a la Serie B de Brasil se veía poco claro su futuro en el ''Furacão'' por eso en febrero del mismo año buscaria su salida del equipo.

### Universidad de Chile
Luego de que el club no pudiera contratar a Octavio Rivero, La ''U'' se contactaria con Athletico Paranaense, por un préstamo con opción a compra pagando el 50% del sueldo de Di Yorio, el jugador le atraía jugar la Copa Libertadores, donde también ya conocía al entrenador Gustavo Álvarez y el 4 de febrero del 2025 el club lo haría oficial en sus redes sociales.                                                                                                              El 10 de febrero del 2025 debutaría desde el inicio con el dorsal 18 a la espalda, por Copa Chile en el grupo G versus Santiago Morning en el Estadio Bicentenario de La Florida jugaria todo el partido, no tendría ninguna intervención de gol, sin embargo fallo un penal que el mismo generó, que no dejaría buenas sensaciones, más se enfrascó en una pequeña discusión con su compañero Rodrigo Contreras, por ver quien patearía la pena máxima. El primer gol sería contra Ñublense en la victoria 5-0 de local en el Estadio Nacional por la fecha 1 Liga chilena entrando de cambio por Ignacio Tapia donde en el minuto 51' marcaria el 2-0 y repetiría en el 68' para el 4-0 con un golazo de fuera de área.
El 2 de abril del 2025 el conjunto azul volvería a jugar después de 7 años la fase de grupos de la Copa Libertadores, la U empezaría el certamen, ante Botafogo el vigente campeón de la edición 2024 de local Di Yorio empezaría en el once inicial, donde marcaría el 1-0 final y desataría la locura en el estadio con un gol muy importante para comenzar la competición. Apareció en el XI de la fecha 1.

## Estadísticas

### Clubes
Actualizado al último partido disputado el 17 de agosto de 2025.
| Club                          | Div.          | Temporada     | Liga  | Liga  | Copas nacionales | Copas nacionales | Torneos internacionales | Torneos internacionales | Total | Total | Media goleadora |
| Club                          | Div.          | Temporada     | Part. | Goles | Part.            | Goles            | Part.                   | Goles                   | Part. | Goles | Media goleadora |
| ----------------------------- | ------------- | ------------- | ----- | ----- | ---------------- | ---------------- | ----------------------- | ----------------------- | ----- | ----- | --------------- |
| Aldosivi Argentina            | 1.ª           | 2016          | 2     | 0     | 1                | 0                | —                       | —                       | 3     | 0     | 0               |
| Aldosivi Argentina            | 2.ª           | 2017-18       | 2     | 0     | —                | —                | —                       | —                       | 2     | 0     | 0               |
| Liga de Portoviejo · Ecuador  | 2.ª           | 2019          | 28    | 15    | 2                | 1                | —                       | —                       | 30    | 16    | 0.53            |
| Liga de Portoviejo · Ecuador  | Total club    | Total club    | 28    | 15    | 2                | 1                | 0                       | 0                       | 30    | 16    | 0.53            |
| Aldosivi Argentina            | 1.ª           | 2020          | 0     | 0     | 7                | 0                | —                       | —                       | 7     | 0     | 0               |
| Aldosivi Argentina            | Total club    | Total club    | 4     | 0     | 8                | 0                | 0                       | 0                       | 12    | 0     | 0               |
| Cerro Largo · Uruguay         | 1.ª           | 2021          | 13    | 9     | —                | —                | —                       | —                       | 13    | 9     | 0.69            |
| Cerro Largo · Uruguay         | Total club    | Total club    | 13    | 9     | 0                | 0                | 0                       | 0                       | 13    | 9     | 0.69            |
| Everton · Chile               | 1.ª           | 2022          | 13    | 7     | —                | —                | 9                       | 4                       | 22    | 11    | 0.5             |
| Everton · Chile               | Total club    | Total club    | 13    | 7     | 0                | 0                | 9                       | 4                       | 22    | 11    | 0.5             |
| Club León · México            | 1.ª           | 2022-23       | 35    | 11    | —                | —                | 5                       | 2                       | 40    | 13    | 0.33            |
| Club León · México            | Total club    | Total club    | 35    | 11    | 0                | 0                | 5                       | 2                       | 40    | 13    | 0.33            |
| C. F. Pachuca · México        | 1.ª           | 2023-24       | 15    | 2     | —                | —                | 1                       | 0                       | 16    | 2     | 0.13            |
| C. F. Pachuca · México        | Total club    | Total club    | 15    | 2     | 0                | 0                | 1                       | 0                       | 16    | 2     | 0.13            |
| Athletico Paranaense · Brasil | 1.ª           | 2024          | 20    | 3     | 13               | 7                | 10                      | 3                       | 43    | 13    | 0,30            |
| Athletico Paranaense · Brasil | Total club    | Total club    | 20    | 3     | 13               | 7                | 10                      | 3                       | 43    | 13    | 0.3             |
| Universidad de Chile Chile    | 1.ª           | 2025          | 17    | 8     | 3                | 0                | 9                       | 1                       | 29    | 9     | 0.31            |
| Universidad de Chile Chile    | Total club    | Total club    | 17    | 8     | 3                | 0                | 9                       | 1                       | 29    | 9     | 0.31            |
| Total carrera                 | Total carrera | Total carrera | 145   | 55    | 26               | 8                | 34                      | 10                      | 205   | 73    | 0.36            |
| 1. 2. 3.                      |               |               |       |       |                  |                  |                         |                         |       |       |                 |

## Palmarés

### Títulos nacionales
| Título                | Equipo               | País      | Año     |
| --------------------- | -------------------- | --------- | ------- |
| Primera B Nacional    | Aldosivi             | Argentina | 2017-18 |
| Campeonato Paranaense | Athletico Paranaense | Brasil    | 2024    |

### Títulos internacionales
| Título                           | Equipo    | Sede     | Año  |
| -------------------------------- | --------- | -------- | ---- |
| Liga de Campeones de la Concacaf | Club León | Concacaf | 2023 |